# Kanagawas sjuttonde valkrets

Kanagawas enmansvalkretsar.

Kanagawas sjuttonde valkrets är en valkrets för Japans underhus i Kanagawa prefektur. Den är en enmansvalkrets. Kandidater som inte direktväljs kan få utjämningsmandat genom Södra Kantōs proportionella valblock.
Av Kanagawas sjutton valkretsar är den sjuttonde den till ytan största och omfattar prefekturens sydvästliga delar, inklusive större bergiga områden med låg befolkningstäthet. Den omfattar från 1994 städerna Odawara, Hadano och Minamiashigara samt distrikten Ashigarakami och Ashigarashimo.
Valkretsen bildades i samband med införandet av enmansvalkretsar inför valet 1996. Det var innan dess en del av gamla Kanagawas femte valkrets.
Vid bildandet tilldelades valkretsen LDP-politikern och senare utrikesminister och talman Yōhei Kōno. Han lämnade politiken år 2009 efter att ha suttit i underhuset sedan år 1967.

## Valda ledamöter
Valet till Japans representanthus 1996, 20 oktober 1996.Redigera Wikidata
- Yōhei Kōno, Liberaldemokratiska partiet

Valet till Japans representanthus 2000, 25 juni 2000.Redigera Wikidata
- Yōhei Kōno, Liberaldemokratiska partiet

Valet till Japans representanthus 2003, 9 november 2003.Redigera Wikidata
- Yōhei Kōno, Liberaldemokratiska partiet

Valet till Japans representanthus 2005, 11 september 2005.Redigera Wikidata
- Yōhei Kōno, Liberaldemokratiska partiet

Valet till Japans representanthus 2009, 30 augusti 2009.Redigera Wikidata
- Yōsuke Kamiyama, Demokratiska partiet

Valet till Japans representanthus 2012, 16 december 2012.Redigera Wikidata
- Karen Makishima, Liberaldemokratiska partiet

Valet till Japans representanthus 2014, 14 december 2014.Redigera Wikidata
- Karen Makishima, Liberaldemokratiska partiet

Valet till Japans representanthus 2017, 22 oktober 2017.Redigera Wikidata
- Karen Makishima, Liberaldemokratiska partiet

Valet till Japans representanthus 2021, 31 oktober 2021.Redigera Wikidata
- Karen Makishima, Liberaldemokratiska partiet